# D13-as hajóvonal (Budapest)
A budapesti D13-as jelzésű dunai hajójárat a Rómaifürdő és a Haller utca kikötő között közlekedett. A vonalon 2012. július 1-jén indult meg a közlekedés. A járatot a BKV üzemeltette. 2016 nyarán összevonásra került a D12-es hajójárattal, ezért július 17-én megszűnt.

## Hajók
A BKK a Dunán 10 hajóval üzemeltette a    járatokat. 2012-ben főidényben hétköznap 7, hétvégén 5 hajó üzemelt, melyeket három üzemeltető üzemeltette:
- BKV Zrt. által üzemeltetett hajók
  - Budavár (3011 típusú vízibusz, befogadóképesség 150 fő)
  - Hófehérke (MARGITSZIGET/1895 típusú, eredetileg gőzüzemű csavaros nosztalgia személyhajó)
  - Kék Duna (H-02 (BKV 100) típusú kétcsavaros átkelőhajó, befogadóképesség 100 fő)
  - Lágymányos (3011 típusú vízibusz, befogadóképesség 150 fő)
- Rubinhajó Bt. által üzemeltetett hajók
  - Hungária (H-01 (BKV 100) típusú egycsavaros átkelőhajó, befogadóképesség 100 fő)
  - Tabán (H-02 (BKV 100) típusú kétcsavaros átkelőhajó, befogadóképesség 100 fő)
- Armada Budapest Hajózási Kft. által üzemeltetett hajók
  - Lánchíd (H-01 (BKV 100) típusú egycsavaros átkelőhajó, befogadóképesség 100 fő)
  - Pest-Buda (H-06 (BKV 130) típusú átkelőhajó, befogadóképesség 130 fő)
  - Szent Kristóf (H-01 (BKV 100) típusú egycsavaros átkelőhajó, befogadóképesség 100 fő)
  - Várhegy (H-01 (BKV 100) típusú egycsavaros átkelőhajó, befogadóképesség 100 fő)

## Kikötői

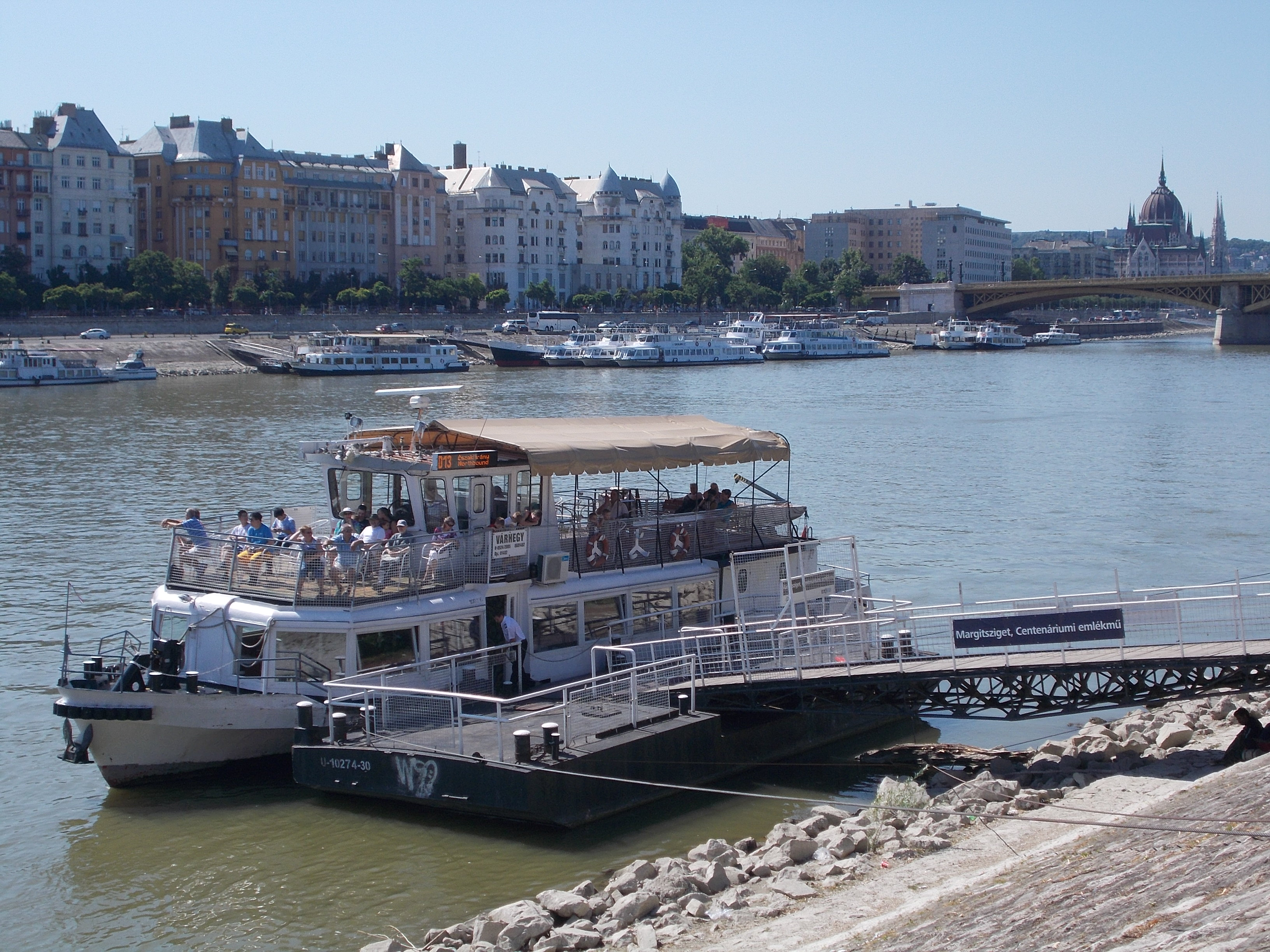
Margitsziget, Centenáriumi emlékmű megálló

| 0   | Rómaifürdő végállomás               | 133 | 34                                 |
| 12  | Óbudai-sziget                       | 114 | 226                                |
| 21  | Meder utca                          | 106 | 15, 105                            |
| 32  | Népfürdő utca (Árpád híd)           | 94  | 15, 26, 34, 106, 115 1             |
| 38  | Margitsziget, szállodák             | 87  | 26, 226                            |
| 43  | Dráva utca                          | 80  | 15, 115 75                         |
| 50  | Margitsziget, Centenáriumi emlékmű  | 72  | 26, 226                            |
| 55  | Jászai Mari tér (Margit híd)        | 65  | 9, 26, 91, 191, 226 2, 4, 6 75, 76 |
| 64  | Batthyány tér M+H                   | 54  | 11, 39, 109 19                     |
| 69  | Kossuth Lajos tér M                 | 45  | 15, 115 70, 78 2                   |
| 80  | Várkert Bazár                       | 37  | 19                                 |
| 84  | Petőfi tér (Erzsébet híd)           | 32  | 8E, 15, 110, 112, 115, 133E, 178 2 |
| 92  | Szent Gellért tér M (Szabadság híd) | 20  | 7, 47, 49, 133E                    |
| 101 | Boráros tér H (Petőfi híd)          | 12  | 15, 23, 54, 55, 115, 212 2, 4, 6   |
| 107 | Egyetemváros – A38                  | 5   | 153, 212 4, 6                      |
| 111 | Haller utca végállomás              | 0   |                                    |